# فرودگاه کمی تورنیو
فرودگاه کمی تورنیو (به انگلیسی: Kemi-Tornio Airport) (به زبان بومی: Kemi-Tornion lentoasema) یک فرودگاه همگانی مسافربری با کد یاتا KEM است که یک باند فرود آسفالت دارد و طول باند آن ۲۵۰۳ متر است. این فرودگاه در شهر کمی، فنلاند کشور فنلاند قرار دارد و در ارتفاع ۱۸ متری از سطح دریا واقع شده است.

## شرکت‌های هواپیمایی و مقصدهای پروازی
| شرکت‌های هواپیمایی                       | مقصدهای پروازی               |
| --------------------------------------- | ---------------------------- |
| فن‌ایر                                   | فصلی: خانیا، پالما د مایورکا |
| فن‌ایر اجرا توسط نوردیک رجیونال ایرلاینز | هلسینکی، کوکولا-پیتارساری    |